# Where She Goes
"Where She Goes" (estilizada em maiúsculo) é uma canção do rapper porto-riquenho Bad Bunny. Seu lançamento ocorreu em 18 de maio de 2023, através da Rimas Entertainment.

## Antecedentes e lançamento
Um mês após o lançamento de "Un x100to" com a banda americana Group Frontera, em 17 de maio de 2023, Bad Bunny aninciou o lançamento de "Where She Goes". A canção foi lançada no dia seguinte. Como o próprio título sugere, alguns versos da obra são em inglês, mas a maioria está em espanhol. A canção é uma tentativa do artista consagrá-la como a música do verão de 2023.

## Videoclipe
O videoclipe de "Where She Goes" foi lançado em 18 de maio de 2023. Na começo da produção, Bunny aparece no topo de uma montanha. Posteriormente, ele um cargo por um extenso deserto, enquanto, em outra parte do vídeo, ele surge próximo a uma fogueira dançando e cantando. O vídeo contém as aparições de Lil Uzi Vert, Dominic Fike, Ronaldinho e Frank Ocean.

## Desempenho nas tabelas musicais
| Tabelas musicais (2023)                      | Melhork posição |
| -------------------------------------------- | --------------- |
| Bolivia (Billboard)                          | 4               |
| Canadá (Canadian Hot 100)                    | 32              |
| Chile (Billboard)                            | 1               |
| Colombia (Billboard)                         | 6               |
| Ecuador (Billboard)                          | 2               |
| France (SNEP)                                | 103             |
| Mundo (Billboard Global 200)                 | 1               |
| Ireland (IRMA)                               | 65              |
| Italy (FIMI)                                 | 17              |
| Luxembourg (Billboard)                       | 10              |
| Mexico (Billboard)                           | 6               |
| Netherlands (Single Tip)                     | 11              |
| New Zealand Hot Singles (RMNZ)               | 20              |
| Peru (Billboard)                             | 3               |
| Portugal (AFP)                               | 14              |
| Spain (PROMUSICAE)                           | 1               |
| Suíça (Schweizer Hitparade)                  | 5               |
| Reino Unido (OCC UK Indie)                   | 41              |
| Estados Unidos (Billboard Hot 100)           | 8               |
| Estados Unidos (Billboard Hot Latin Songs)   | 2               |
| Estados Unidos (Billboard Hot Latin Airplay) | 26              |
| Estados Unidos (Billboard Rhythmic)          | 29              |

## Certificações
| Região                                                       | Certificação | Unidades/vendas |
| ------------------------------------------------------------ | ------------ | --------------- |
| Itália (FIMI)                                                | Ouro         | 50.000‡         |
| Espanha (PROMUSICAE)                                         | 2× Platina   | 120.000‡        |
| ‡vendas+valores de streaming baseados apenas na certificação |              |                 |